# 詹姆斯二世 (苏格兰)
詹姆斯二世（英語：James II of Scotland，1430年10月16日—1460年8月3日）苏格兰斯图亚特王朝国王。蘇格蘭國王詹姆斯一世之子。
週歲生日前，詹姆斯二世的孖生兄長羅斯西公爵亞歷山大已死。詹姆斯順理成章成為蘇格蘭王儲及羅斯西公爵。1437年2月21日，父親詹姆斯一世被行刺身亡，當時只有六歲的詹姆斯繼承王位，由其母瓊安·博福特摄政。琼安领导詹姆斯一世的支持者镇压行刺者。但琼安本是英格兰公主，苏格兰人不乐于被她统治，2个月后她即被迫交权，仅保有对儿子的监护权。1439年以前，詹姆斯二世与母亲和兄弟姐妹们（不包括已经出嫁的大姐法國王太子妃瑪格麗特）住在邓巴城堡。1439年8月，斯特灵城堡总管亞歷山大·利文斯頓软禁了琼安及其新夫約翰·斯圖亞特，迫使他们放弃对詹姆斯二世的监护权后于9月4日释放他们。
1449年，十九歲的詹姆斯二世迎娶了只有十五歲的海爾德的瑪麗。瑪麗為他生了七位子女，六名長大成人。他們的婚姻使蘇格蘭與瑪麗王后的娘家法蘭德斯關係大為改善。詹姆斯二世有強而有力的政治手腕，他與蘇格蘭的領主們關係良好。在位期間，注重學術發展，當時成立了格拉斯哥大學。他有着父親詹姆斯一世的不倦的魄力。可惜的是，親手殺死第八代道格拉斯侯爵威廉·道格拉斯，成為他在位期間的污點。
他于1452年创立苏格兰骑士团。
詹姆斯二世十分推崇现代火炮。1460年，他围攻英格兰人控制的罗克斯堡时，带来了许多进口自佛兰德的加农炮。8月3日，当他站在一座称为“狮子”的加农炮旁时，它意外炸膛，炮弹穿过他的大腿骨，将其击倒在地。他很快便死去了，年仅29岁。后来，安格斯伯爵乔治·道格拉斯继续领导围攻，在几天后攻陷城堡，在玛丽的命令下它被摧毁。
他9岁的长子詹姆斯三世继位，太后玛丽担任摄政，直到三年后自己去世。

## 家庭
1449年7月3日，詹姆斯二世與海爾德的瑪麗亞結婚。瑪麗亞的父親是亞爾諾·范·埃格蒙，母親是克萊沃的卡塔里娜。詹姆斯二世與瑪麗亞共有4子2女：
- 長子詹姆斯三世（1451年—1488年），苏格兰国王
- 长女瑪麗·史都華（1453年—1488年），阿倫伯爵夫人
- 次子亞歷山大·史都華（1454年—1485年），奧爾巴尼公爵
- 三子大衛·史都華（英语：David Stewart, Earl of Moray）（約1455年—1457年），莫里伯爵，夭折
- 次女瑪格麗特（英语：Margaret Stewart (born c. 1455)）（約1455年—？年）
- 四子約翰（英语：John Stewart, Earl of Mar (died 1479)）（約1456年—約1479年），馬爾伯爵